# Château de San Antonio de Salgar
Le château de San Antonio de Salgar, situé à Puerto Colombia dans le département d'Atlántico en Colombie, est un ancien fort espagnol qui a servi de bureau de douane de la ville de Barranquilla et qui sert actuellement de salle des fêtes.

## Localisation
Le château se situe sur une falaise dans le corregimiento (subdivisions de Colombie, inférieures aux départements) de Salgar, dans la commune de Puerto Colombia, département d'Atlántico, à quinze minutes de Barranquilla et à quelques minutes du centre-ville de Puerto Colombia.

## Histoire
L'emplacement stratégique du site en fait à l'époque coloniale un lieu idéal pour l'entrée de contrebande dans le pays en utilisant la rivière Magdalena comme voie d'accès. Avec le temps, le lieu devient un port prospère et les autorités espagnoles, basées à Carthagène, ordonnent la construction d'un château sur la colline de San Antonio près du hameau de Sabanilla où il est possible de diviser les embarcations qui veulent attaquer la zone ou remonter la rivière Magdalena. Ce fort, dont les ruines se trouvent dans la division administrative de Salgar, s'appelait à cette époque Santa Bárbara ou San Antonio.
À la fin du XVIIIe siècle, le fort de Santa Bárbara est abandonné mais retrouve une importance lors du début des luttes pour l'indépendance du fait de sa position stratégique. C'est pour cela qu'en août 1815, après la prise de Carthagène par les troupes de Pablo Morillo, le gouverneur, Gabriel de Torres y Velasco, donne l'ordre de maintenir le fort en service.
Durant la période républicaine, à cause de l'augmentation de l'entrée de contrebande dans le pays par les ports de Carthagène et de Santa Marta et avant le début de la construction du port de Barranquilla par le général Tomás Cipriano de Mosquera, le banquier don Esteban Márquez ordonne en 1849 la construction d'une douane sur le site qui sert par la suite de gare intermédiaire pour le chemin de fer Bolívar en 1897.
En 1940, le docteur Julio Enrique Blanco transforme le lieu en centre de loisirs pour le Secretaría de Educación. Les travaux sont réalisés par l'architecte Molina Malleu.
Après des décennies d'abandon, le château est restauré à la fin du XXe siècle pour devenir la salle des fêtes de la Caja de Compensación Familiar Cajacopi qui acquiert le bâtiment en commodat au département de l'Atlántico.

## Événements culturels
Le château dispose d'une série d'installations adaptées à l'exposition d'œuvres culturelles et de scènes musicales (pour l'interprétation de la musique folklorique et caribéenne). Il dispose également de restaurants où une variété d'aliments typiques de la région sont proposés. C'est aussi un lieu de réunions d'affaires, d'événements sociaux et académiques. Le château abrite également une pinacothèque et une bibliothèque.
Certaines personnalités du monde artistique ont choisi ce château comme cadre de leur travail. Parmi ces personnages figurent, par exemple, les chanteurs colombiens Joe Arroyo et Naty Botero, qui ont enregistré une chanson intitulée Esta noche es nuestra, dont la vidéo a été tournée précisément dans le château.